# Mlékosrby
Mlékosrby (deutsch Mlikosirb) ist eine Gemeinde im Okres Hradec Králové im Královéhradecký kraj in Tschechien.
Mlékosrby hat 243 Einwohner (2014) und erstreckt sich über eine Fläche von 5,8 km². Die Gemeinde liegt etwa 25 km westlich von der Stadt Hradec Králové, etwa 40 km von der tschechisch-polnischen Grenze, auf einer Höhe von 237 Metern über dem Meeresspiegel.
Durch Mlékosrby fließt der Fluss Cidlina.

## Etymologie
Der Namensteil Mléko- bedeutet wörtlich übersetzt Milch und -srby leitet sich aus der Eigenbezeichnung der Serben/Sorben ab.

## Geschichte
Die erste Erwähnung des Ortes Mlékosrby stammt aus dem Jahr 1343, als ein „Jan de Mlékosrby“ schriftlich festgehalten wurde.

## Persönlichkeiten
- František Kloz (* 1905 in Mlékosrby; † 1945 in Louny), Fußball-Nationalspieler.